# Aiguebelle (Touch)
Die Aiguebelle (auch Ayguebelle geschrieben) ist ein kleiner Fluss in Frankreich, der im Département Haute-Garonne in der Region Okzitanien verläuft. Sie entspringt unter dem Namen Ruisseau de la Galage im südlichen Gemeindegebiet von Saint-Thomas, entwässert generell Richtung Osten und mündet nach rund 16 Kilometern an der Gemeindegrenze von Saint-Lys und Fonsorbes als linker Nebenfluss in den Touch. Auf ihrem Weg wird die Aiguebelle im Mittelabschnitt zu einem Seen aufgestaut. Erst bei Saint-Lys nimmt sie ihren endgültigen Namen an.

## Orte am Fluss
(Reihenfolge in Fließrichtung)
- Rentin, Gemeinde Saint-Thomas
- Sainte-Foy-de-Peyrolières
- Saint-Lys
- Bontemps, Gemeinde Fonsorbes